# Trichoscelia iridella
Trichoscelia iridella is een insect uit de familie van de Mantispidae, die tot de orde netvleugeligen (Neuroptera) behoort. 
Trichoscelia iridella is voor het eerst wetenschappelijk beschreven door Westwood in 1867.